# گوجونگ، امپراتور کره
گوجونگ کره (انگلیسی: Gojong of Korea) (زادهٔ ۸ سپتامبر ۱۸۵۲ – درگذشتهٔ ۲۱ ژانویه ۱۹۱۹)، بیست‌وششمین پادشاه چوسان و اولین امپراتور کره بوده‌است.
وی که از سال ۱۸۶۳ تا ۱۹۰۷ حکومت کرده‌است، جانشین چول‌جونگ چوسان شده بود. پس از او فرزندش سونجونگ جانشین وی شده‌است.

## خانواده
- پدر: هیونگسان (흥선대원군)
- مادر: بانو لئوهئونگ (여흥부대부인 민씨)
- همسرها و فرزندان:

1. امپراتریس میونگ‌سونگ (명성황후 민씨,[۱] ۱۹ اکتبر ۱۸۵۱ – ۸ اکتبر ۱۸۹۵)\
  1. Unnamed Prince (1871[۲])
  2. سانجونگ کره،  (황태자 ۲۵ مارس ۱۸۷۴ – ۲۴ آوریل ۱۹۲۶)
  3. Unnamed Prince (1875[۳])
  4. Unnamed Prince (1878[۴])
  5. Unnamed Princess (1873[۵])
2. Honorable Princess Consort of the Eom clan[۶][۷] (귀비 엄씨, ۵ ژانویه ۱۸۵۴ – ۲۰ ژوئیه ۱۹۱۱)
  1. شاهزاده ولیعهد یویمین (의민태자,[۸] ۲۰ اکتبر ۱۸۹۷ – ۱ مه 1970).Gojong's seventh son. He married Princess Masako Nashimotonomiya of Japan, a daughter of Prince Morimasa Nashimotonomiya of Japan.
3. Lee Gwi-in of the Yeongbo Hall (영보당귀인 이씨, ۱۸۴۷–۱۹۲۸)
  1. Prince Wanhwa (완화군,[۹] ۱۶ آوریل ۱۸۶۸ – ۱۲ ژانویه ۱۸۸۰)
  2. Unnamed Princess
4. Jang Gwi-in (귀인 장씨)
  1. یی کانگ (의화군,[۱۰] ۳۰ مارس ۱۸۷۷ – اوت ۱۹۵۵).He married Kim Su-deok (who became Princess Deogin), daughter of Baron Kim Sa-jun.
5. Lee Gwi-in[۱۱] of the Gwanghwa Hall (광화당귀인 이씨, ۱۸۸۷–۱۹۷۰)
  1. Yi Yook, Prince of the Empire (이육, 1914–1915[۱۲])
6. Jeong Gwi-in of the Bohyeon Hall (보현당귀인 정씨)
  1. Yi Woo, Prince of the Empire (이우, ۱۹۱۵–۱۹۱۶)
7. Yang Gwi-in of the Boknyeong Hall (복녕당귀인 양씨, ۱۸۸۲–۱۹۲۹)
  1. شاهدخت دئوکای (덕혜옹주, ۲۵ مه ۱۹۱۲ – ۱۱ آوریل ۱۹۸۹). Gojong's 4th daughter. She married Count Takeyuki Sō, a Japanese nobleman of Tsushima Island.
8. Lee Gwi-in of the Naean Hall (내안당귀인 이씨)
  1. Unnamed Princess
9. Lady Kim[۱۳] of the Samchuk Hall (삼축당상궁 김씨, ۱۸۹۰–۱۹۷۲)
  1. بدون فرزند
10. Lady Kim of the Jeonghwa Hall (정화당상궁 김씨, ۱۸۷۱–?)
  1. بدون فرزند
11. Lady Yeom (상궁 염씨)
  1. Yi Mun-yong, Princess of the Empire (이문용, ۱۹۰۰–۱۹۸۷)
12. Lady Seo (상궁 서씨)
  1. بدون فرزند
13. Lady Kim[۱۴] (상궁 김씨)
  1. بدون فرزند